# Clemens Mersmann (Verwaltungsbeamter, 1820)
Clemens August Aloys Maria Mersmann (* 29. August 1820 in Ahaus; † 30. März 1872 in Münster) war ein preußischer Offizier und Landrat des Kreises Wipperfürth (1852–1855) und des Kreises Saarburg (1855–1871) in der Rheinprovinz.

## Leben

### Herkunft und Ausbildung
Als Sohn des damaligen Landrats des Kreises Ahaus und ab 1823 des Kreises Coesfeld, Clemens Mersmann und dessen Ehefrau Anna Pauline Antonette Mersmann, geborene von Schlebrügge wuchs Clemens Mersmann in den Dienstorten des Vaters auf. Nachdem er am 8. August 1837 als aktiver Soldat in das preußische Militär eintrat, wurde er am darauffolgenden 29. August als Portepee-Fähnrich in das zu dieser Zeit in Düsseldorf stationierte 8. Ulanen-Regiment aufgenommen. Am 12. Januar 1838 erhielt er dort auch seine Ernennung zum Secondelieutnant. Seine Abschied nahm er am 18. März 1851 mit seinem Patent als Premierleutnant mit Armeeuniform, dies verbunden mit der Aussicht auf eine anschließende Zivilversorgung.

### Werdegang
Bereits kurz vor seinem formellen Ausscheiden aus dem Militärdienst trat Clemens Mersmann am 21. Februar 1851 als Hilfsarbeiter der Königlich Preußischen Regierung in Düsseldorf und als Folge seines Militärpatents in der Eigenschaft eines Referendars in den preußischen Verwaltungsdienst ein. Seitens seines Dienstherren wurde er zur weiteren Ausbildung dem Landrat des Kreises Geldern, Max Graf von Loë überwiesen. Es war dabei wohl angedacht, Mersmann im Weiteren die Verwaltung des Landkreises Geldern nach Beendigung der seit 1851 andauernden kommissarischen Leitung durch von Loë dauerhaft zu übertragen. Letztlich wurde Clemens Mersmann aber mit zeitgleicher Umsetzung des bisherigen Landrats des Kreis Wipperfürth, Julius Wiethaus und mit Reskript vom 25. Februar 1852 mit der kommissarischen Verwaltung dieses Kreises ab April des Jahres beauftragt. Er versah dort seinen Dienst bis zum 31. Oktober 1855. Zuvor hatte er am 3. September mit Allerhöchster Kabinettsorder seine Ernennung zum Landrat des Kreis Saarburg erhalten (Amtseinführung am 5. November 1855).
Auf eigenes Nachsuchen vom 1. August 1871 und mit Dimissoriale vom 9. August trat Clemens Mersmann zum 1. Oktober 1871 mit Pension in den Ruhestand.

### Familie
Der Katholik Clemens Mersmann heiratete am 31. August 1852 in Münster Agnes von Olfers (* 22. Oktober 1824 in Münster; † 1896 ebenda), eine Tochter des (zuletzt) als preußischer Geheimer Oberjustizrat und Appellationsgerichtspräsident tätigen Klemens von Olfers und dessen Ehefrau Anna von Olfers geborene Driver.